# Арозиандринус, Андерс-Иогансон
Андерс-Иогансон Арозиандринус (швед. Andreas Johannis Arosiandrinus или Andreas Ionae или Ioannis Arosiensis); до 1603, Вестерос - ?) — шведский поэт, переводчик XVII века.

## Биография
Родился в семье Иоганна Бенедикти и Маргареты, дочери епископа Эразма Николая Арбогенсиса.  Отец его умер в 1603 году, и мать снова вышла замуж за священника Олауса Андреэ Далекарлуса. Имя получил от города Arosia или  Vesterås.
В 1619 году учился в городской гимназии Вестероса, в 1619–1622 годах, вероятно, обучался  в Уппсальском университете. 
В 1622 году работал учеником печатника и был обвинен, среди прочего, в незаконном печатании документов. Учительствовал.
С 1627 года, в основном, оставался в Уппсале, где опубликовал несколько сочинений в собственной типографии. Сохранившийся альбом показывает, что он был в контакте с несколькими профессорами университета. 
До 1650 года издал ряд сочинений, как переводов, так и других работ, в некоторых из которых указан как автор. Однако неясно, сколько различных текстов на самом деле было написано им самим.
Составил «Compendium musicum in usum R. Gymnasii Arosensis» (1699). Издал свои религиозные песни (1639) и переводы на шведский язык Милиуса «Хвала Лютеру» (1632) и «Историю Аполлония Тирского» (1683).